# Malowa Góra
Malowa Góra – wieś w Polsce położona w województwie lubelskim, w powiecie bialskim, w gminie Zalesie.
W latach 1975–1998 miejscowość administracyjnie należała do województwa bialskopodlaskiego.
Wieś jest sołectwem w gminie Zalesie. Według Narodowego Spisu Powszechnego z roku 2011 wieś liczyła 131 mieszkańców.
Malowa Góra jest siedzibą rzymskokatolickiej parafii Przemienienia Pańskiego.

## Części wsi
| SIMC    | Nazwa   | Rodzaj             |
| ------- | ------- | ------------------ |
| 0022970 | Malówka | część miejscowości |
| 0022987 | Trety   | część miejscowości |

## Charakterystyka i opis wsi
W herbie Malowej Góry zaprojektowanym przez lokalnego twórcę, znajdują się trzy elementy: dominująca nad wsią góra, rzeka Krzna, która płynie pomiędzy łąkami i sylwetka kościoła z czerwonej cegły.
Okazałą neogotycką świątynię parafialną pw. Przemienienia Pańskiego wzniesiono według projektu Józefa Piusa Dziekońskiego w latach 1906-09. Niemal w tym samym czasie powstawał kościół w odległym o kilkadziesiąt kilometrów Konstantynowie, a w całej Polsce kilkadziesiąt podobnych neogotyckich budowli sakralnych tego samego autora. Wizja Dziekońskiego była jednak bardziej strzelista niż dzisiejszy wizerunek kościoła. Musiała się tym szczególnie narazić wojskom rosyjskim, które wysadziły wieżę i część korpusu podczas odwrotu w 1915 r., być może z obawy, że widoczna z oddali budowla stanie się punktem orientacyjnym dla niemieckiej artylerii. Po odzyskaniu niepodległości kościół odbudowano, ale z wieżą innego kształtu i niższą.
W pobliżu świątyni wznosi się murowana plebania zbudowana w latach 1912-13 i dawny drewniany dom parafialny z końca XIX w. Miejscowa parafia Przemienienia Pańskiego należy do dekanatu Terespol.
We wsi znajduje się cmentarz ze sporą liczbą ziemiańskich nagrobków z XIX w. i początku XX w. Góruje nad nimi drewniana kaplica. Jej kształt zdradza pierwotną funkcję - dzwonnicy. Stała niegdyś przy drewnianym kościele, który spłonął w 1897 r. Wówczas dzwonnica pełniła funkcję kaplicy, jednak tylko przez trzy lata, bowiem władze zaborcze, argumentując decyzję brakiem odpowiedniej świątyni, zlikwidowały parafię w Malowej Górze.
W ostatnich latach Malowa Góra znana jest w regionie dzięki spływom kajakowym. Każdego roku przyjeżdżają tu setki turystów. W okolicach Malowej Góry zaczyna się najbardziej naturalny odcinek Krzny. Choć do Nepli, w pobliżu których rzeka uchodzi do Bugu, jest stąd jedynie 3 km, to krętym nurtem rzeki trzeba pokonać dwukrotnie dłuższą drogę.